# Semana de Realengo
A Semana de Realengo é comemorada de 17 a 23 de novembro de cada ano e faz homenagem ao histórico bairro de Realengo, visando valorizá-lo.
Para integrá-la ao calendário oficial de eventos de interesse histórico e turístico da Cidade do Rio de Janeiro, foi criado o projeto de lei número 2138/2000, autor Vereador Rubens Andrade. Em 20 de dezembro de 2002 foi promulgada a lei número 3483 que instituiu a Semana de Realengo, que abrange o dia 20 de novembro, aniversário do tradicional bairro.